# Берег Утопии
«Бе́рег уто́пии» (англ. The Coast of Utopia) — пьеса современного английского драматурга и сценариста Тома Стоппарда, написанная им в 2002 году. В этой драматической трилогии рассказывается о России XIX века, в ней действует множество персонажей, как русской, так и зарубежной истории: Александр Герцен, Пётр Чаадаев, Иван Тургенев, Виссарион Белинский, Михаил Бакунин, Николай Огарёв, Николай Станкевич, Николай Чернышевский, Тимофей Грановский, Иван Аксаков, Георг Гервег, Карл Маркс и многие другие.

## Сюжет
Стоппард рассматривает период, когда общественная волна просветительства впервые перешагнула границы России, а российская эмиграция обрела свой голос. Трилогия включает три части: «Путешествие», «Кораблекрушение» и «Спасение» (иногда последнюю часть называют «Выброшенные на берег»). История начинается в 1833 году в селе Прямухино, родовом поместье Михаила Бакунина. Перед нами — семья Бакунина, а также Белинский, Бакунин, Станкевич и Иван Тургенев: молодые люди, добрые друзья, увлечённые идеями немецких философов-идеалистов. Во второй части («Кораблекрушение») главными героями являются Герцен, умирающий от чахотки Белинский, Николай Огарёв, Бакунин. Бакунин, уже анархист, Герцен и Тургенев становятся очевидцами французской революции 1848 года. Надежды на свободу сменяются разочарованием. И, наконец, третья часть: Лондон, где встречаются после краха европейских революций эмигранты разных мастей. Герцен, Огарев и его жена Наталья составляют любовный треугольник. Бакунин возвращается из ссылки. Стоппард говорит, что «решил довольно точно придерживаться истории и только дважды нарушил это правило. Например, когда Герцен был в Англии, Бакунин сидел в тюрьме, но для пьесы было нужно, чтобы в споре он высказал свою точку зрения. И он как бы является Герцену во сне».

## Темы и идеи
Одна из центральных тем трилогии — свобода. Герцен говорит, что он разгадал секрет свободы: «Свобода — это то, что люди дают друг другу, а не то, что забирают друг у друга». Свобода — это добровольный жест, это обуздание себя. Стоппард поясняет это так:

Нельзя сказать, что свобода — это моё право играть на трубе посреди ночи. Если ты ставишь себя на место другого, то уже являешься свободным человеком в том понимании, которое мне близко. Позволять себе давать свободу тем, с кем ты рядом, — это и есть свобода.

Что касается названия пьесы, то автор оставляет открытым вопрос о том, возможна ли реализация утопии, но считает, что надо к ней стремиться. Особенно большое внимание Стоппард уделяет семье, потому что семья — это «наша личная империя», и она «в нашей власти», значит, надо пытаться реализовать утопию хотя бы в семье. Герцен в итоге понимает, что гармоничное общество должно существовать по тем же законам, что и счастливая семья, это должно быть «соревнованием в благородстве», тем более, что в семье уже есть идеальная модель человеческого поведения — отношения между детьми и родителями. Драматург поясняет это так: «Ты инстинктивно чем-то жертвуешь ради своего ребёнка. Но мы не готовы ничем жертвовать ради соседа».
Для Стоппарда очень важен человеческий элемент: «Пьесы пишутся о людях, об отношениях, о том, как люди влюбляются, взрослеют, женятся, умирают, бросают жён или мужей, возвращаются к ним… Пьесы не пишутся об идеях. Меня влекли характеры». Драматург рассказывает, что сначала его интересовала только нравственная тематика, но «когда вы начинаете читать Бакунина, Тургенева, Герцена, Белинского, вас неизбежно начинает интересовать Россия. Мне кажется, история нации, страны может быть так же интересна и пронзительна, как история одного человека». Герцен, Бакунин, Огарёв, Тургенев показаны очень реалистично, как живые люди, со своими слабостями и проблемами. Стоппард нарушает наши привычные представления о них.

## Постановки

### Лондон
Репетиции трилогии начались в Национальном театре Великобритании весной 2002 года. Режиссёр Тревор Нанн признавался, что это самый масштабный проект в его карьере: 30 актёров, 70 персонажей, более 40 локаций, 169 перемен костюмов. Декорации включали в себя семь телевизионных панелей 6,5 м в длину и 9,5 метров в ширину, вместе они формировали огромный экран, на который проецировались изображения кораблей, океанских волн, усадьбы, катка, что позволяло зрителям полностью погружаться в атмосферу действия.
Премьера Путешествия состоялась 27 июня 2002 года, 2 августа прошёл первый пресс-показ всей трилогии целиком. Критики отмечали, что режиссура Нанна полностью отвечает задумке Тома Стоппарда, хотя сцены из Кораблекрушения некоторым по духу напомнили баррикады из Отверженных, которых Нанн ставил 17 годами ранее. Три части спектакля можно было увидеть по отдельности по будням, а по субботам в Оливье-театре показывали все три спектакля подряд с чуть более чем часовым перерывом между частями.
| Исполнители          | Путешествие         | Кораблекрушение        | Выброшенные на берег   |
| -------------------- | ------------------- | ---------------------- | ---------------------- |
| Стивен Диллэйн       | Александр Герцен    | Александр Герцен       | Александр Герцен       |
| Ив Бест              | Любовь Бакунина     | Натали Герцен          | Мальвида фон Мейзенбуг |
| Уилл Кинн            | Виссарион Белинский | Виссарион Белинский    | —                      |
| Гай Генри            | Иван Тургенев       | Иван Тургенев          | Иван Тургенев          |
| Дуглас Хеншолл       | Михаил Бакунин      | Михаил Бакунин         | Михаил Бакунин         |
| Джон Карлайл         | Александр Бакунин   | Леонтий Ибаев          | Станислав Ворцел       |
| Шарлотта Эммерсон    | Варенька Бакунина   | Эмма Гервег            | Мэри Сатерленд         |
| Саймон Дэй           | Николай Огарев      | Николай Огарев         | Николай Огарев         |
| Анна Максвелл Мартин | Александра Бакунина | Мария Фомм             | Тата Герцен            |
| Люси Уайбрау         | Татьяна Бакунина    | Наташа Тучкова-Огарева | Наташа Тучкова-Огарева |
| Пол Риттер           | Николай Кетчер      | Франц Отто, Карл Маркс | Карл Маркс             |

### Бродвей
Нью-Йоркская премьера прошла в театре Вивьен Бомон в ноябре 2006 года в постановке опытного бродвейского режиссёра Джека О’Брайна. Постановка получила в целом положительные отзывы и была номинирована на 10 премий Тони, из которых выиграла 7, в том числе за лучшую новую пьесу.
| Исполнители           | Путешествие         | Кораблекрушение        | Выброшенные на берег   |
| --------------------- | ------------------- | ---------------------- | ---------------------- |
| Брайан Ф. О’Бирн      | Александр Герцен    | Александр Герцен       | Александр Герцен       |
| Дженнифер Эль         | Любовь Бакунина     | Натали Герцен          | Мальвида фон Мейзенбуг |
| Билли Крудап          | Виссарион Белинский | Виссарион Белинский    | —                      |
| Джейсон Батлер Харнер | Иван Тургенев       | Иван Тургенев          | Иван Тургенев          |
| Итан Хоук             | Михаил Бакунин      | Михаил Бакунин         | Михаил Бакунин         |
| Ричард Истон          | Александр Бакунин   | Леонтий Ибаев          | Станислав Ворцел       |
| Марта Плимптон        | Варенька Бакунина   | Наташа Тучкова-Огарева | Наташа Тучкова-Огарева |
| Джош Гамильтон        | Николай Огарев      | Николай Огарев         | Николай Огарев         |
| Эми Ирвинг            | Варвара Бакунина    | Мария Огарева          | —                      |
| Дэвид Харбор          | Николай Станкевич   | Георг Гервег           | врач                   |

### В России
Работа над постановкой трилогии «Берег утопии» в Российском государственном академическом молодёжном театре началась в 2005 году. Премьера спектакля первоначально планировалась на сентябрь 2007 года, состоялась 6 октября 2007 года. На пресс-конференции драматург добавил, что когда он писал эту драму, то представлял себе, как она может прозвучать в России на русском языке:

Меня никогда особенно не интересовало, где будут поставлены мои пьесы. «Берег утопии» — исключение. Я работал над трилогией четыре года. И с первого же дня часто давал волю мечтам о том, как увижу её в России… Эта трилогия — своего рода послание в Россию.

Продолжительность спектакля на русской сцене — всех трёх его частей составляет, включая перерывы, более 10 часов (в РАМТ эта пьеса идёт с 12 часов дня до 22 часов вечера).
7 августа 2010 года спектакль был показан по российскому телеканалу «Культура».
| Исполнители                          | Путешествие                | Кораблекрушение        | Выброшенные на берег   |
| ------------------------------------ | -------------------------- | ---------------------- | ---------------------- |
| Илья Исаев                           | Александр Герцен           | Александр Герцен       | Александр Герцен       |
| Нелли Уварова                        | Натали Беер                | Натали Герцен          | Мэри Сатерленд         |
| Евгений Редько                       | Виссарион Белинский        | Виссарион Белинский    |                        |
| Алексей Мясников / Александр Устюгов | Иван Тургенев              | Иван Тургенев          | Иван Тургенев          |
| Степан Морозов (Денис Шведов)        | Михаил Бакунин             | Михаил Бакунин         | Михаил Бакунин         |
| Виктор Цимбал                        | Александр Бакунин          | Леонтий Ибаев          | Станислав Ворцел       |
| Рамиля Искандер                      | Катя, любовница Белинского | Наташа Тучкова-Огарева | Наташа Тучкова-Огарева |
| Андрей Сипин                         | Николай Огарев             | Николай Огарев         | Николай Огарев         |